# سیارک ۹۳۲

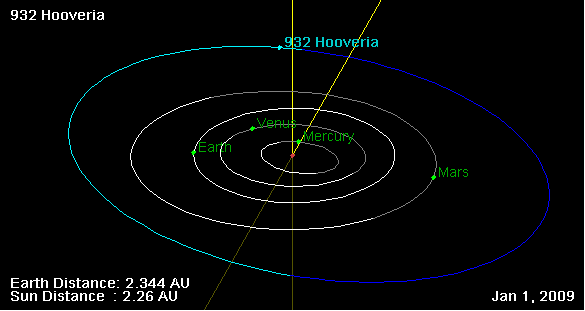
نمایی از محل قرارگیری سیارک ۹۳۲ در مدار – ۲۰۰۹

سیارک ۹۳۲ (به انگلیسی: 932 Hooveria، نامگذاری:1920GV) نهصد و سی و دومین سیارک کشف شده‌است که در ۲۳ مارس ۱۹۲۰ و در وین کشف شد.
قدر مطلق سیارک برابر ۱۰٫۰۰ است.